# ميلتون بارنز
ميلتون بارنز (بالإنجليزية: Milton Barnes)‏ هو محامي وسياسي أمريكي، ولد في 26 أبريل 1830 في بارنسفيل في الولايات المتحدة، وتوفي في 2 يونيو 1895 في ويستيرفيل في الولايات المتحدة. حزبياً، نشط في الحزب الجمهوري.